# 托坎廷斯州圣丽塔
托坎廷斯州圣丽塔（葡萄牙語：Santa Rita do Tocantins）是巴西托坎廷斯州的一个市镇。总面积3274.93平方公里，总人口2260人，人口密度0.7人/平方公里。